# Koloman von Galizien

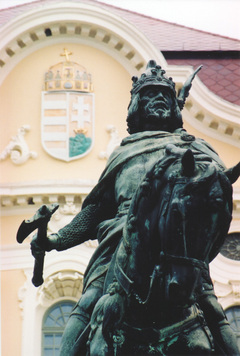
Denkmal für Koloman in Gödöllő

Koloman von Galizien oder Koloman von Halitsch (ungarisch Kálmán, lateinisch Coloman, kyrillisch Коломан; * 1208; † 1241) war ein ungarischer Fürst von Halitsch (1214–1221) und Slawonien (1226–1241). 1214 wurde er in Ungarn, 1216 noch einmal in Halitsch zum König von Galizien und Lodomerien gekrönt.

## Leben
Koloman war der zweite Sohn von König Andreas II. von Ungarn und Gertrud von Meran-Andechs.
1214 wurde der Sechsjährige mit der dreijährigen Salomea von Polen, Tochter des polnischen Großherzogs Leszek I. verheiratet. Daraufhin wurde er von beiden Herrschern zum Fürsten von Halitsch eingesetzt. Das Gebiet war von beiden kurz zuvor erobert worden. Im Frühjahr 1215 zog Fürst Mstislaw von Nowgorod in das Gebiet und eroberte es (1215 oder 1219?). König Andreas bat Papst Innozenz III., den Erzbischof Johannes von Esztergom zu bevollmächtigen, Koloman zum König von Galizien und Lodomerien (Rex Galiciae et Lodomeriae) zu krönen. Dieses erfolgte 1215 oder Anfang 1216.
Nach der Herrschaft von Mstislaw über Halitsch (1215 oder 1219) eroberten Andreas II. und Leszek I. das Fürstentum zurück und setzten Koloman wieder zum Herrscher ein.
1221 wurde dieser von Mstislaw erneut abgesetzt und gefangen genommen.
Sein Vater löste ihn später aus.
1226 wurde Koloman zum Fürsten von Slawonien, Kroatien und Dalmatien von seinem Vater eingesetzt. 1241 starb er kurze Zeit nach der Schlacht bei Muhi gegen die eingefallene Goldene Horde der Tataren.